# Tommy ♡ Ice Cream Heaven ♡ Forever
Albums de Tommy heavenly6
February & Heavenly
(2012)
Singles
Tommy ♡ Ice Cream Heaven ♡ Forever est le 5e album de Tommy heavenly6 sorti le 27 novembre 2013 sous le label Warner Music Japan. Il est arrivé 17e à l'Oricon et est resté dans le classement durant 3 semaines.

## Liste des titres
| 1.  | -Intro- Cupcake Castle 【Dark Sugar Storm】 |  |
| 2.  | I Want Your Blood†                          |  |
| 3.  | Let Me Scream                               |  |
| 4.  | Lovin' You                                  |  |
| 5.  | Forever and Anywhere                        |  |
| 6.  | Can you hear me?                            |  |
| 7.  | -Intro- Cupcake Castle 【Sugar Snow】       |  |
| 8.  | Ruby eyes                                   |  |
| 9.  | Ash Like Snow (English version)             |  |
| 10. | Milk Tea                                    |  |
| 11. | -Intro- Gelato Mountains Fight              |  |
| 12. | Ice Cream Heaven Forever                    |  |

| 1. | "Intro" Cupcake Castle (Dark Sugar Storm) |  |
| 2. | Ruby eyes (Music Video)                   |  |
| 3. | "Intro" Gelato Mountains Fight            |  |
| 4. | "Intro" Cupcake Castle (Sugar Snow)       |  |
| 5. | Can you hear me? (Music Video)            |  |